# Claremont (Caroline du Nord)
Claremont est une ville américaine située dans le comté de Catawba en Caroline du Nord. En 2010, sa population était de 1 352 habitants.

## Démographie
| 1900 | 1910 | 1920 | 1930 | 1940 | 1950 |
| ---- | ---- | ---- | ---- | ---- | ---- |
| 160  | 297  | 435  | 368  | 467  | 669  |

| 1960 | 1970 | 1980 | 1990 | 2000  | 2010  |
| ---- | ---- | ---- | ---- | ----- | ----- |
| 728  | 788  | 880  | 980  | 1 038 | 1 352 |

## Traduction
- (en) Cet article est partiellement ou en totalité issu de l’article de Wikipédia en anglais intitulé « Claremont, North Carolina » (voir la liste des auteurs).